# Trixa parisiensis
Trixa parisiensis là một loài ruồi trong họ Tachinidae.